# Avenue Paul Doumer
Koordinaten: 48° 52′ N, 2° 17′ O
Die Avenue Paul Doumer ist eine Straße im 16. Arrondissement von Paris, im Viertel Muette.

## Lage
Die 970 Meter lange und bis zu 30 Meter breite Straße beginnt an der Place du Trocadéro et du 11 Novembre und endet an der Rue de Passy Nr. 82 und der Chaussée de la Muette Nr. 2. An ihrem Ende wird sie in südwestlicher Richtung durch die Avenue Mozart „verlängert“.
Die Straße kann mit folgenden öffentlichen Verkehrsmitteln erreicht werden:
- Metro über die Stationen La Muette ( ) und Trocadéro ( , )
- Buslinien  RATP 22, 32, N53

## Namensursprung
Nach der Ermordung des ehemaligen französischen Staatspräsidenten Paul Doumer (1857–1932) Anfang Mai 1932 erhielt die Straße am 19. Juli 1932 ihre heutige Bezeichnung.

## Geschichte
Die Anfänge der Straße liegen im Jahr 1904 im Abschnitt zwischen der Rue de la Pompe und der Chaussée de la Muette. Ursprünglich trug sie den Namen Avenue de la Muette.

## Sehenswürdigkeiten
Die Mehrzahl der uniformen Gebäude stammt aus der Zeit nach dem Zweiten Weltkrieg, vorwiegend aus dem Jahr 1960.
- Nr. 1: Luxuriöses Gebäude der Architekten Jean Fidler und B. Lochak, erbaut zwischen 1935 und 1937. In dem stromlinienförmig gebauten Gebäude befindet sich das Büro des Designers und Architekten Philippe Starck.
- Nr. 19: Das ist das mit der Filmindustrie am engsten verbundene Haus der Straße. Hier lebten einige Schauspieler und andere Größen der Filmbranche, wie zum Beispiel Mireille Darc und Robert Hossein.[1]

Das Haus war auch Drehort des 1970 uraufgeführten französischen Spielfilms Vier im roten Kreis (OT: Le cercle rouge). Im Film unterhielt der Gangster Corey (dargestellt von Alain Delon) eine Wohnung in diesem Haus.
- Nr. 71 Hier wohnte in den 1960er Jahren Brigitte Bardot.[4]

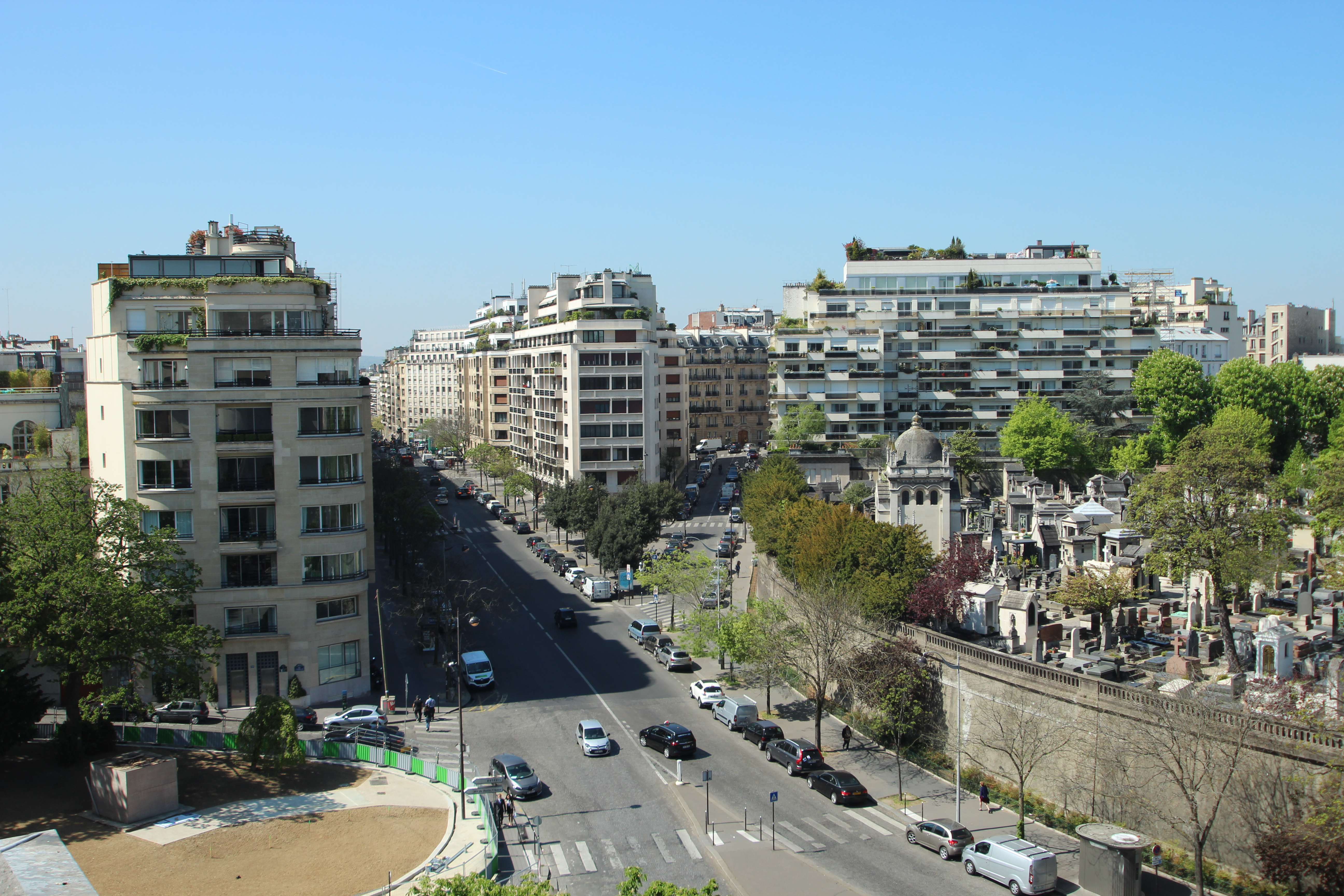
Die Avenue (links) und der Cimetière de Passy (rechts)
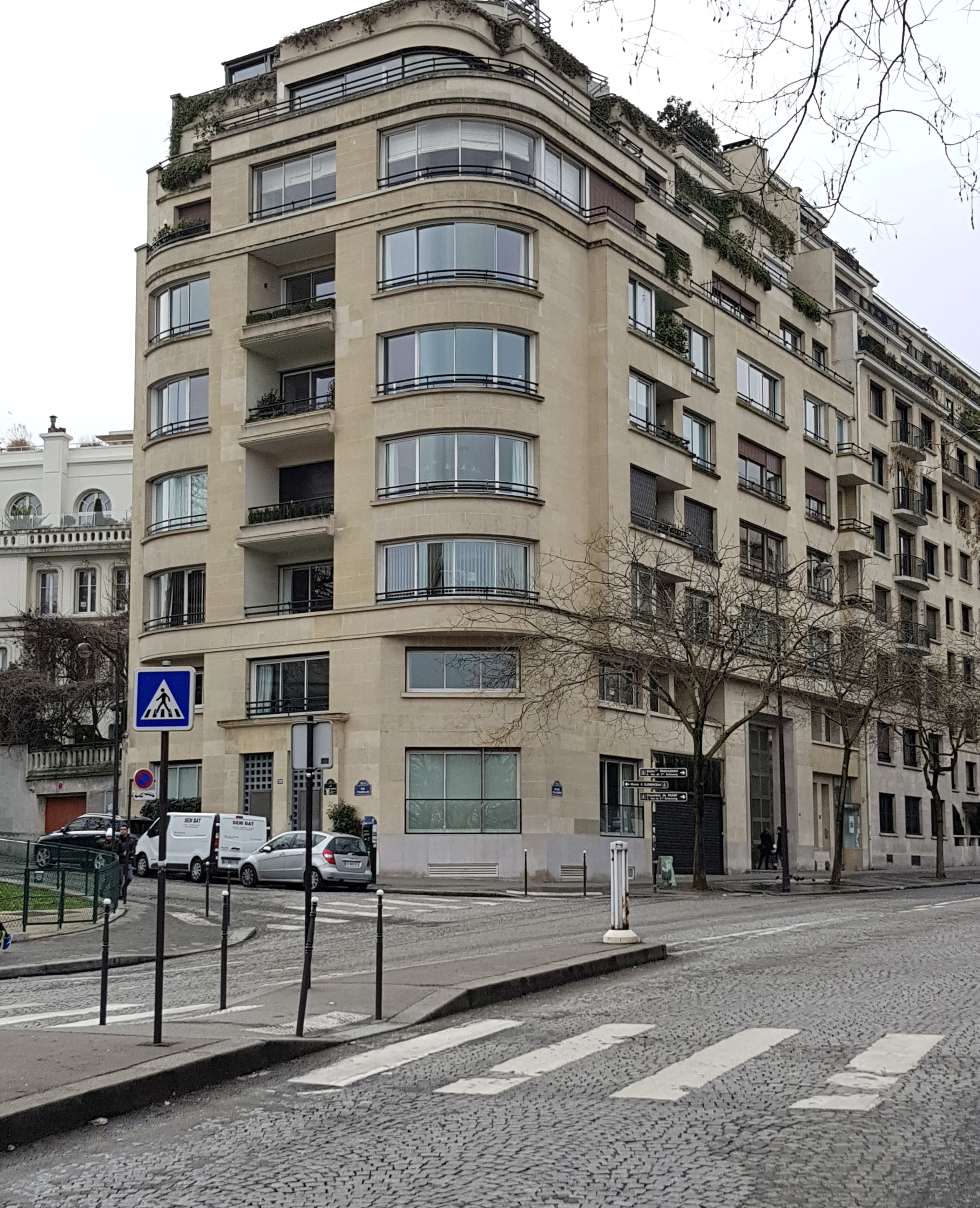
Haus Nr. 1 der Avenue
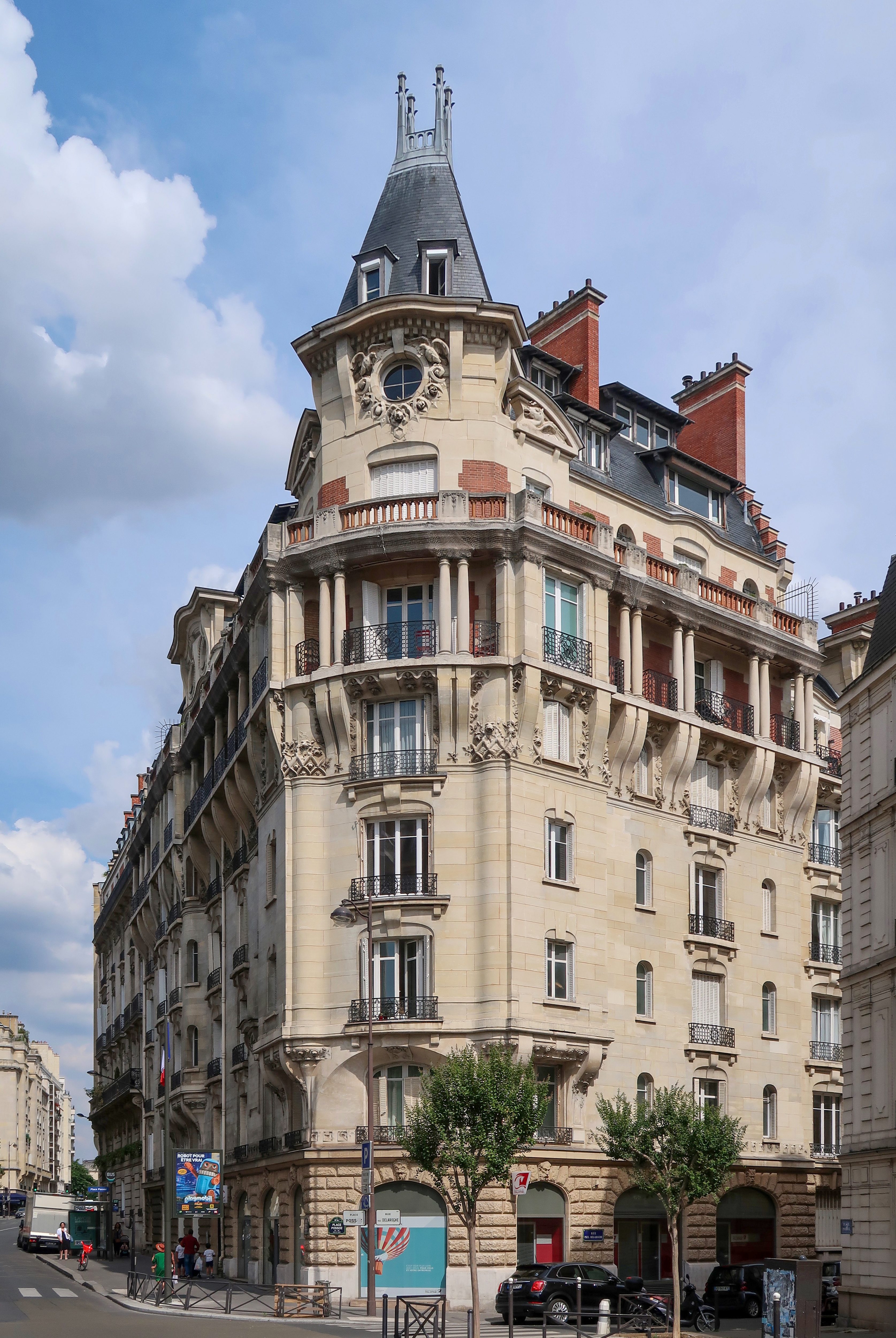
Nr. 79, Place Possoz